# 25 Edition
Twenty Five Edition S.r.l. è stata una casa editrice di giochi italiana.

## Storia
Twenty Five Edition S.r.l. venne fondata nel 1996 come casa produttrice di supporti per giochi di ruolo e giochi tridimensionali. Aveva sede a Parma.
Nel marzo 1997 presentò a Lucca Games i suoi primi prodotti:
- Linea Mastering, moduli geografici e avventure per giochi di ruolo.
- Linea Tridimensionale, costruzioni in cartoncino da ritagliare e incastrare per generare scenari utilizzabili da giochi di miniature.

Successivamente diventò licenziataria di diverse case produttrici:
- Hobby Products, casa tedesca produttrice di Demonworld gioco fantasy di miniature in scala 15 mm.
- TSR Inc., casa statunitense produttrice del più famoso e diffuso gioco di ruolo del mondo Dungeons & Dragons
- Wizards of the Coast Inc., che ha assorbito la TSR,  ed è a sua volta diventata marchio della Hasbro Inc.. Oltre a giochi di ruolo produce anche giochi di carte collezionabili come Magic: l'Adunanza, Pokémon (fino al 2003)
- Rembrandt (Ultra Pro), casa USA produttrice di accessori (come album bustine protettive, ecc.) per i giochi di carte collezionabili (Pokémon, Magic, ecc.)
- Koplow Games, casa USA produttrice di dadi ed altri accessori per i giochi fantasy
- White Wolf Inc., creatrice dei giochi di ruolo del Mondo di Tenebra (Vampiri: il requiem, Lupi mannari: i rinnegati, ..)

Il 1º gennaio 2009 la società si fuse con Magic Market Srl, dando vita a Market & Twenty Five Srl.
Market & Twenty Five Srl ha terminato la propria attività nel 2015.